# 日光長吻鰩
日光長吻鰩（學名：Dipturus apricus），為軟骨魚綱鰩目鰩科長吻鰩屬的一種，分布於中西太平洋澳洲昆士蘭海域，本魚體盤相對較寬，頂端有棱角，寬度為長至的67–71%，尾較細長，中部寬度為高度的1.4–1.7倍，第一背鰭起點的寬度為高度的1.4–1.8倍；上顎前長度為體長的18–22%，鼻內寬度的2.4–2.8倍，頭腹長為體長的33–36% ，吻長為眶間寬的4.1-4.8倍，眶徑為眶間寬度的52–72％，第一背鰭高為基長的1.8-2.4倍，成年雄魚的椎間盤兩面的前緣都有細小的窄帶狀齒，無頸刺或顴刺，雄魚的尾部有一排單棘刺，最大的雌魚有1-2對發育不均的側棘刺，上顎齒列32-40，背部主要為均勻的灰棕色，腹部大多為深灰褐色，吻端通常為黑色，腹側感覺孔小，帶黑邊，體長可達65.9公分，棲息在大陸棚及大陸坡上層海域，為底棲性魚類，肉食性，以硬骨魚為食，卵生，生活習性不明。